# Вольфрамат самария(III)
Вольфрамат самария(III) — неорганическое соединение,
соль самария и вольфрамовой кислоты
с формулой Sm2(WO4)3,
кристаллы,
не растворяется в воде.

## Получение
- Спекание оксида самария(III) и вольфрамовой кислоты [1]:

{\displaystyle {\mathsf {Sm_{2}O_{3}+3H_{2}WO_{4}\ {\xrightarrow {1000^{o}C}}\ Sm_{2}(WO_{4})_{3}+3H_{2}O}}}

## Физические свойства
Вольфрамат самария(III) образует кристаллы.
Не растворяется в воде,
растворяется в аммониевой соли ЭДТА.